# 11470 Davidminton
11470 Davidminton este o planetă minoră (asteroid), cu un diametru de 4,014 km, din centura de asteroizi. A fost descoperită pe 2 martie 1981 la Observatorul Siding Spring de Schelte J. Bus. 
Obiectul prezintă o orbită caracterizată de o semiaxă mare de 2,5573271 UAi, o excentricitate de 0,21, o înclinație de 6,00743 ° în raport cu ecliptica.